# Simon's Cat
Simon's Cat este un serial de animație web și serie de cărți semnate de Simon Tofield. Se concentrează pe un motan alb, gras, flămând care folosește diverse tactici ca să îl facă pe stăpânul său să îl hrănească.
Urmând succesului primelor filme de animație, s-a anunțat în ianuarie 2009 că Simon's Cat o să fie publicat în format de carte. Canongate Books a lansat prima carte pe 1 octombrie 2009 în Regatul Unit, care a fost ulterior lansată în 26 de alte țări. De atunci, încă 9 titluri au fost lansate.
În plus față de scurtmetraje, Daily Mirror a rulat o bandă de ziar Simon's Cat, care a durat din 2011 până în 2013. Mai târziu, în august 2015, s-a anunțat că Endemol Shine UK a dobândit o participație în Simon's Cat.
În mai 2016, Simon's Cat a făcut un parteneriat cu emisiunea de televiziune pentru copii Sesame Street ca parte a campaniei Love to Learn.
Ulterior, mai mulți dezvoltatori de jocuri au realizat mai multe jocuri Simon's Cat. În iunie 2017, jocul Simon's Cat Crunch Time a fost creat. În februarie 2018, Simon's Cat Dash a fost creat, dar din 2023, acest joc nu a mai fost disponibil de descărcat și a fost disponibil de descărcat numai pe un site numit Uptodown. În iunie 2018, jocul Simon's Cat Pop Time a fost creat. În aprilie 2021, jocul Apple Arcade Simon's Cat Story Time a fost dezvoltat.